# Radio 10 Brabant
Radio 10 Brabant is een radiostation in de Nederlandse provincie Noord-Brabant dat uitzendt op Kavel B21. Het programma wordt geproduceerd door Talpa Radio, tevens eigenaar van het landelijke Radio 10, en gedistribueerd door vergunninghouder TiDa B.V. Radio 10 Brabant zendt uit op de voormalige frequenties van Radio 8FM, met uitzondering van de zender in Cuijk (95,3 MHz). Per 1 december 2019 nam Radio 10 Brabant radiokanalen van Radio 8FM over.

## Geschiedenis
Jan Tiebosch en Richard Damen, in de vorm van TiDa B.V., zijn beiden eigenaar en kavelhouder van Radio 8FM. Vanwege ziekte van Tiebosch zocht hij samen met Damen opvolging. TiDa B.V. werkt samen met Radio 10 (Talpa Radio), waarmee dat station in Noord-Brabant een gat in de FM-dekking vult. Door een regionale versie te brengen, kan Talpa Radio meer luisteraars aan zich binden en zo het marktaandeel van de landelijke zender vergroten. Vanwege wettelijke restricties zendt Radio 10 Brabant een andere playlist uit dan de landelijke zender en zendt het geen gepresenteerde programma's simultaan uit. TiDa B.V. blijft tot en met 2022 vergunninghouder van de frequenties.